# Артур, Джин
Джин Артур (англ. Jean Arthur, настоящее имя Глэдис Джорджианна Грин; англ. Gladys Georgianna Greene, 17 октября 1900 — 19 июня 1991) — американская актриса, одна из ведущих комедийных актрис в 1930—1940. Джеймс Харви писал в своей книге о той эпохе: «Никто не был связан так тесно с эксцентрической комедией как Джин Артур. Она была настолько частью всего этого, настолько её статус звезды определялся этим, что сам стиль эксцентрической комедии без неё просто трудно представить».
Джин Артур больше всего запомнилась по ролям в фильмах Фрэнка Капры «Мистер Дидс переезжает в город» (1936), «С собой не унесёшь» (1938) и «Мистер Смит едет в Вашингтон» (1939). Её последняя роль в фильме Джорджа Стивенса «Шейн» (1953) была очень яркой и запоминающейся. В 1944 году Артур номинировалась на премию «Оскар» за роль Констанс Миллиган в фильме «В тесноте да не в обиде».
Джин Артур предпочитала вести замкнутый образ жизни. Она отказывалась от интервью, избегала фотографов, не желала участвовать ни в какой рекламе. В 1940 г. журнал «Life» опубликовал статью, в которой говорилось: «Как и Гарбо, Джин Артур олицетворяла собой голливудскую звезду, окутанную непроницаемой тайной».

## Юность
Джин Артур родилась в Платсберг, штат Нью-Йорк, в протестантской семье, её родители — Джоанна Августа Нельсон и Хьюберт Сидни Грин. Её мать была внучкой иммигрантов из Норвегии, поселившихся на американском Западе. У Джин было три брата, все старше её: Дональд Хьюберт (1891), Роберт Б. (1892) и Альберт Сидни (1894). Семья Грин вела довольно подвижный образ жизни. С 1908 по 1915 годы они жили в Уэстбруке, штат Мэн, в это время отец Джин работал фотографом в Портленде, в «Lamson Studios». Затем недолгое время они обитали в Джэксонвилле, штат Флорида, Скенектади, Нью-Йорк. Во время учёбы в школе Джин с семьёй жила в Вашингтон-Хайтс, на 159-й улице верхнего Манхэттена. Переезд семьи в Нью-Йорк состоялся в 1915 году, тогда же Джин пришлось бросить школу «по семейным обстоятельствам». Во время Первой мировой войны Джин Артур работала стенографисткой на Бонд-стрит на Нижнем Манхэттене, предвосхищая тем самым персонажи, сыгранные ею позже в кино. Её отец и братья ушли на фронт, а самый младший из братьев, Альберт, умер от ран, полученных в бою.

## Карьера

### Карьера в немых фильмах
«Ну конечно, было бы лучше, если бы я рыдала перед продюсерами. В самом деле, неплохая идея – злиться и молча жевать декорации. Мне пришлось учиться быть другим человеком с тех пор, как я оказалась здесь. Да и любой, кто проторчал бы в Голливуде четыре года, изменился бы – просто в целях самозащиты... О да, сейчас я сварена, как крутое яйцо. Я не жду больше ничего. Но сколько же это отняло у меня времени - верить, надеяться и выслушивать пустые обещания. Это наихудший вид бизнеса, в нём каждый – его должник».
В начале 1920-х г. Джин Артур работала моделью в Нью-Йорке, где её и нашли работники студии «20-й век Фокс». Артур подписывает со студией годовой контракт, после чего дебютирует в немой картине режиссёра Джона Форда «Камео Кирби» (1923). В то время студия находилась в поиске новых любимчиков публики, красивых, динамичных и сексуально привлекательных, дабы привлечь молодую аудиторию эпохи джаза. В своем первом фильме Артур как раз и предстает в образе этакой фривольной флэпперши тех времен. После небольшой роли в «Камео Кирби» Джин получает свою первую главную роль в картине «Храм Венеры» (1923), бессюжетной сказке о группе танцующих нимф. Недовольный её актёрскими способностями режиссёр Генри Отто уже на третий день съёмок заменяет Артур на актрису Мэри Филбин. Артур ничего не оставалось, как согласиться с ним: «Во мне не было внутренней искры, я играла как механическая кукла, без души. Мне казалось, я опозорена на всю жизнь». Она готова была закончить карьеру и бросить киноиндустрию навсегда, но осталась из-за подписанного контракта. Сознавая, что ей недостает подготовки, Артур стала брать уроки актёрского мастерства, которые, как она считала, позволят ей «выйти в люди». Чтобы приобрести хоть какую-то известность, она снимается как манекенщица для модельных каталогов Лос-Анджелеса, а затем — в рекламном ролике ночного клуба «Энсино». Однако все это не приносит ей ощутимых результатов.
Всё изменилось в один прекрасный день, когда Артур появилась на Action Pictures, фирме, производящей фильмы «категории B». Ей удалось произвести впечатление на её владельца, Лестера Ф. Скотта мл., и он решил пойти на риск — в итоге в течение следующей пары лет Артур оказалась задействована более чем в двадцати фильмах-вестернах. Получая весьма скромный гонорар — всего 25 долларов за картину, — Артур очень страдала от тяжёлых условий работы. Съемки велись, как правило, в одном и том же месте, чаще всего в пустыне недалеко от Лос-Анджелеса, под палящим солнцем. Питьевой воды не было, отсутствовали часто даже простые навесы, под которыми можно было бы укрыться от солнечных лучей. К тому же в этих фильмах снимались часто самые обычные ковбои, грубые и невежественные, используемые для «чёрной работы», так что молодой актрисе в профессиональном плане от них не было никакой пользы. Эти фильмы имели большой успех на Среднем Западе, тогда как сама Джин Артур особо в них не блеснула. Кроме участия в фильмах Action Pictures, в период с 1924 по 1926 годы Артур снялась ещё в нескольких независимых вестернах (напр. «Аптечный ковбой», 1925), а также в вестернах для фирмы Poverty Row. Помимо этого, она выступила в эпизодической роли в фильме Бастера Китона «Семь шансов» (1925).
В 1927 Артур привлекает к себе внимание, снявшись вместе с Мэй Буш и Чарльзом Делани в фильме «Охотник на мужей». Затем следует роль возлюбленной Монти Бэнкс в «Подковах» (1927). Фильм принес неплохую кассу, а за участие в нём Артур получила внушительный гонорар, целых $700. Режиссёр Ричард Уоллес, игнорируя просьбу босса студии, Фокса, взять более опытную актрису, утверждает Артур на главную женскую роль в подростковой комедии «Бедный орех» (1927). Журнал Variety в своей рецензии на фильм не особенно щадит актрису: «Голливуд переполняют толпы очаровательных молодых девушек, обивающих пороги студий и страстно жаждущих появиться на экране. Кажется странным, что из всего их числа оказались выбраны две совершенно плоские актрисы, Джин Артур и Джейн Уинтон. Ни одна из них не демонстрирует настоящего „присутствия“ на экране. Сделать их привлекательными — даже при самом доброжелательном отношении камеры, хоть с той стороны, хоть с этой — просто нереально». Обескураженная тем, какое направление принимает её карьера, Артур почувствовала желание сделать на какое-то время перерыв, о чём она и объявляет в одном из интервью. Она была настроена весьма скептично, когда подписывала контракт на роль в «Разминке» (1928) студии Famous Players-Lasky, с Ричардом Диксом в главной роли. «Разминка», представленная в качестве первого звукового фильма студии, получила широкий резонанс в прессе, а саму Артур за её роль дочери владельца клуба осыпали похвалами. В Variety заметили: «Дикс и Артур просто великолепны, несмотря на скудость материала». Тогда же журнал Screenland писал, что Артур — «одна из самых очаровательных молодых актрис, что когда-либо работали с Диксом. Джин очень обаятельна, и её обаяние нисколько не зависит от того, кого она изображает. Она действительно хорошая девушка и у неё есть талант». После успеха «Разминки» Артур подписывает контракт на три года со студией, которая вскоре станет известна как Paramount Pictures, и начинает зарабатывать 150 долларов в неделю.

### Переход в звуковое кино
С появлением звукового кино в конце 1920-х Артур была одной из немногих актрис Paramount Pictures, которые не желали переходить на звуковые фильмы. Поняв, что всеобщее увлечение звуком это не временный этап, а надолго, она связалась с звукорежиссёром Роем Помроем. Её необычный хрипловатый голос способствовал её обучению в Бродвейском театре, и в конечном итоге помог ей стать звездой звукового экрана. Дебютом актрисы в «говорящем» кино стал фильм «Дело об убийстве канарейки» (1929), где она снялась вместе с Уильямом Пауэллом и Луизой Брукс. Увидев фильм, Артур пришла в ужас; позже она говорила, что в те времена она была «очень скверной актрисой… ей ужасно хотелось стать лучше, но… сказывался недостаток опыта и настоящей школы».
В первые годы звукового кино Paramount был известен тем, что использовал опытных актёров с хорошим вокалом и впечатляющими заслугами в прошлом. Джин Артур к числу таковых не относилась и поэтому ей приходилось бороться за признание. Её роман с исполнительным продюсером Дэвидом Селзником был в этом смысле небесполезным: Артур сразу оказывается на виду, а в 1929 году её выбирают одной из «WAMPAS Baby Stars». После немого вестерна категории «B» «Лестницы из песка» (1929) она сыграла главную роль в «Таинственном докторе Фу Манчу» (1929), заработав одобрительные отзывы критики. Артур становится известной, ей приходится позировать фотографам и давать интервью — несмотря на всю её нелюбовь к подобным вещам.
Благодаря Селзнику Артур получает свою лучшую на тот момент роль — в фильме «Дитя субботнего вечера», рядом со знаменитой Кларой Боу, бывшей в то время секс-символом Голливуда. То, что из них двоих в фильме более заметна Артур, было несомненно для всех; продюсер Эдвард Сазерленд говорил: «Артур была настолько хороша, что нам пришлось резать и резать отснятое, иначе весь успех достался бы ей одной». Артур рассказывала позже о своей работе с Боу: «Она была очень щедрой, нисколько не заносчивой, ничего такого. Ко мне она относилась замечательно». Фильм имел умеренный успех, а The New York Times писала: «„Дитя субботнего вечера“ так бы и остался обычным середнячком, если бы не Джин Артур, с большим искусством ведущая свою роль зловредной сестрицы».
После «На полпути к раю» (1929), где снялся также популярный Чарльз Роджерс (говоря об этом фильме, журнал Variety заметил, что карьера Джин пошла бы куда успешнее, если бы она постаралась выглядеть более сексуально), Селзник утверждает её на роль жены Уильяма Пауэлла в «Улице удачи» (1930). Однако на режиссёра фильма Джона Кромвеля актриса не произвела впечатления, он посоветовал Артур оставить мысли о Голливуде и вернуться обратно в Нью-Йорк. К 1930 роман Джин Артур и Селзника подошел к концу, и, соответственно, её положение в Paramount пошатнулось. После нескольких довольно анемичных ролей инженю в средних фильмах Джин Артур в декабре 1930 года дебютирует в маленькой роли на сцене «Pasadena Playhouse», в десятидневном шоу «Песнь весны». Возвратившись в Голливуд, Артур понимает, что её карьера неумолимо идет на спад. Она пробует изменить свой имидж и перекрашивается в блондинку — в надежде выиграть сравнение с более успешной актрисой Мэри Брайан. Однако эти усилия были уже ни к чему, к середине 1931 заканчивался срок её контракта с Paramount. Продлевать его не стали — в частности, из-за финансовых трудностей на студии, возникших по причине Великой депрессии.

### Бродвей и Columbia Pictures
В конце 1931 года Артур вернулась в Нью-Йорк, где бродвейский агент помог ей получить роль в адаптации «Лисистраты», которая была поставлена в «Театре Ривьера» 24 января 1932 года. Несколько месяцев спустя она сыграла в бродвейском спектакле «Иностранные романы» (англ. Foreign Affairs), рядом с Дороти Гиш и Осгудом Перкинсом. Несмотря на успех и хорошую игру Джин спектакль закрыли после 23 показов. Хотя критики были впечатлены. Затем она получила роль в спектакле «Человек, который вправлял себе мозги» (англ. The Man Who Reclaimed His Head), премьера его состоялась 8 сентября 1932 года, в Бродхерстском театре. Спектакль получил отрицательные отзывы, из-за чего его пришлось закрыть. После этого Артур отправляется в Калифорнию, чтобы отдохнуть, но вместо этого получает там свою первую за два года кинороль в фильме «Прошлое Мэри Холмс» (1933) компании RKO Pictures.

Вернувшись на Бродвей, Джин Артур продолжала появляться в небольших пьесах, не имевших особого успеха. Однако критики продолжали хвалить её, отмечая, что Артур приобретает всё большую уверенность в себе. Сравнивая свою карьеру в Голливуде и Нью-Йорке, Артур говорила: 
Я не думаю, что Голливуд это то место, где ты можешь быть самим собой. Человек должен найти себя ещё до приезда в Голливуд. На сцене я нашла себя, почувствовала себя в другом мире. Здесь учитывали мою индивидуальность. Режиссёр поверил в меня, и я поняла, каково это — быть самим собой. [...] Я узнала, что значит, оказаться лицом к лицу со зрителями, и забыть о них, играя роль. Видеть огни рампы — и не замечать их, видеть реакцию сотен людей сразу, но погрузиться в роль настолько, что просто не обращать на это внимания.
Спектакль «Занавес поднимается» шел на бродвейской сцене с октября по декабрь 1933 года, и в нём Артур была в центре внимания. С хорошими отзывами прессы Артур возвращается в Голливуд, где на неё сразу же посыпались предложения, которые она отклоняла — пока не встретилась с боссом Columbia Pictures. На участие в фильме «Водоворот» (1934) Артур согласилась сразу, и уже в процессе съёмок ей предложили долгосрочный контракт, который гарантировал ей и её семье надежное финансовое обеспечение. Таким образом, 14 февраля 1934 года Артур связывает свою судьбу с Columbia Pictures на пятилетний срок.
В 1935 году 34-летняя Артур снялась вместе с Эдвардом Г. Робинсоном в гангстерской комедии «Весь город говорит», после которой её популярность начала заметно расти. Здесь Артур впервые сыграла независимую девушку «с золотым сердцем» — с этим образом будет потом ассоциироваться вся её карьера. Она наслаждалась съемками и совместной работой с Робинсоном — тот позже писал в своей автобиографии, что «был в восторге познакомиться и поработать с Артур». К моменту выхода фильма на экраны Артур из натуральной брюнетки вновь превратилась в блондинку. А позже сохраняла этот имидж уже постоянно. Следующие её фильмы — «Партийные провода» (1935), «Общественный герой № 1» (1935) и «Если бы вы умели готовить» (1935) не имели такого успеха, как «Весь город говорит», однако принесли актрисе положительные отзывы. Один из критиков так писал о её работе в последнем из них: «Невероятно, с какой лёгкостью она скользит от амплуа очаровательной комедиантки к романтической красотке». Теперь, после того как слава её возросла, Артур могла договариваться об уступках у Гарри Кона — таких, например, как выбор сценария, режиссёра, а также право сниматься на других киностудиях.
Переломный момент в карьере Артур произошел, когда она была выбрана режиссёром Фрэнком Капра, для съёмок в фильме «Мистер Дидс переезжает в город». Капра увидел её в «Водовороте» (1934) и тут же уговорил Кона и Columbia Pictures подписать с Артур контракт — на роль журналистки, которая влюбляется в миллионера. Коллеги вспоминали, что пока шли съёмки, Артур все беспокоилась, что фильм получится неудачным. Однако «Мистер Дидс» обрел и признание критиков, и международную славу. В 1936 Артур заработала 199 000 долларов — больше, чем президент Соединённых Штатов. Вместе со славой явилось и назойливое внимание со стороны прессы — что Артур страшно раздражало. Она предпочитала не ходить на официальные мероприятия, обычные по тем временам в Голливуде, ей было крайне нелегко давать интервью. Её называли американской Гретой Гарбо — поскольку Гарбо была известна своим феноменальным затворничеством. Журнал Movie Classic в 1937 году писал: «Взять у Гарбо интервью или даже просто поприветствовать её от лица прессы не было ни единого шанса, ведь она абсолютно неуловима — в отличие от других своих звёздных коллег. Сейчас Джин Артур очень её напоминает».
По просьбе Уильяма Пауэлла Артур снялась в ленте «Бывшая миссис Брэдфорд» (1936) компании RKO Pictures. По её завершении Артур надеялась уйти в отпуск, но Гарри Кон сразу же отправил её на съёмки ещё двух фильмов: «Приключения в Махэттене» (1936) и «Больше, чем секретарь» (1936). Ни один из них не привлёк особого внимания. После этого, опять же без перерыва, она снимается в фильме у Сесиля де Милля в «Человеке с равнины» (1936) компании Paramount Pictures. Роль Бедовой Джейн в этом фильме, где она снимается рядом с Гэри Купером, Артур называла своей любимой ролью. После этого она снялась в типичном для себя амплуа «бедной девушки» в эксцентрической комедии Митчелла Лейзена «Лёгкая жизнь» (1937), в которой также снимался Рэй Милланд. Далее совместно с Джеймсом Стюартом она выступает в комедии Фрэнка Капры «С собой не унесёшь» (1938). В 1939 этот фильм получил две премии Оскар — в номинациях «Лучший фильм» и «Лучший режиссёр». Джин Артур была в нём настолько убедительна, что её включили в число четырёх финальных претенденток на роль Скарлетт О’Хара (роль досталась в итоге Вивьен Ли) в «Унесённых ветром». Продюсером фильма был как раз Дэвид Селзник, с которым у Артур был небольшой роман в конце 1920-х, когда они оба ещё работали в Paramount Pictures. В 1939 году Артур вновь объединяется с Фрэнком Капра и Джеймсом Стюартом в классической ленте «Мистер Смит едет в Вашингтон». Здесь она опять играет «бедную девушку», но на этот раз её героиня учит наивного мистера Смита различным хитростям, которые помогли бы тому осуществить в Вашингтоне какие-то свои честолюбивые планы.
В 1939 году Джин Артур появляется в довольно экзотичной драматической ленте «Только у ангелов есть крылья», режиссёра Говарда Хоукса. Там у неё была главная роль, а напарником выступал не кто иной, как Кэри Грант. Затем последовали два комедии Джорджа Стивенса «Разговор города» (1942, тоже в паре с Кэри Грантом) и «В тесноте да не в обиде» (1943). За работу в последней из них она была номинирована на премию «Оскар» за лучшую женскую роль (проиграла Дженнифер Джонс в «Песне Бернадетт»). Возможно, из-за того, что Артур пребывала в немилости у босса студии Гарри Кона, её гонорар за «Разговор города» составил всего 50 000 долларов — в то время как её коллеги по фильму Кэри Грант и Рональд Колман получили по 100 000 долларов. Артур ушла из Columbia Pictures ещё до середины 1940-х. Когда она покинула студию, место «царствующей королевы» Columbia Pictures заняла Рита Хейворт. Стивенс отзывался о Джин Артур как об «одной из величайших комедийных актрис, которых он когда-либо видел», а Фрэнк Капра говорил, что Артур — его самая любимая актриса.

### Поздняя карьера
Артур «ушла на пенсию» в 1944 году, когда истёк срок её контракта с Columbia Pictures. По словам очевидцев, она бежала по улицам студии с криком: «Я свободна! Я свободна!» В течение нескольких лет она отклоняла все предложения сниматься, сделав лишь два исключения. Первое — для съёмок в фильме Билла Уайлдера «Зарубежный роман» (1948); в нём она сыграла конгрессмена и любовную соперницу Марлен Дитрих. Второе — для классического западного вестерна «Шейн» (1953, реж. Дж. Стивенс). «Шейн» был последним фильмом Артур для большого экрана, к тому же, за всю её карьеру он оказался самым кассовым.
После ухода Артур из кино её выступления в театре становились все более редкими — из-за её робости, нервозности и неуверенности в себе. Говоря об этом, Капра, например, рассказывал, что на съемках, между дублями она убегала в гримёрную, где плакала и пыталась справиться с тошнотой, однако когда появлялась на съёмочной площадке, то все сцены проводила безупречно. Согласно биографической книге «Джин Артур: Актриса, которую никто не знал» (1997, автор — Джон Оллер), у Артур был страх сцены, который развился в психосоматическое расстройство. Ярким примером тому был случай в 1945, когда её выбрали для главной роли в пьесе Гарсона Канина «Рожденная вчера». Тревога и неуверенность в себе одолели актрису, и она была вынуждена уйти из спектакля ещё до премьеры, уступив место Джуди Холидей.
Маленькой победой над собой стала главная роль в бродвейском мюзикле «Питер Пэн». Артур в нём играла мальчика, который не желал взрослеть — в то время как ей самой было уже почти 50 лет. В 1954 году Джин Артур рассматривалась в качестве претендентки на роль Жанны д’Арк в пьесе Бернарда Шоу «Святая Жанна». Однако из-за нервного срыва и конфликта с режиссёром Харольдом Клурманом ей пришлось покинуть проект.

## Последние годы
После «Шейна» и постановки «Питера Пэн» Артур не снималась 12 лет. В 1965 году она вернулась на телеэкран, появившись в одном из эпизодов сериала «Дымок из ствола». В 1966 году, уже крайне нелюдимая, Артур согласилась на роль адвоката Патриции Маршалл в собственном телевизионном «Шоу Джин Артур». Шоу транслировалось на канале CBS и было закрыто после 12 серий.
В 1967 году Артур пытались уговорить вернуться на Бродвей, сыграть в спектакле «Безумная Стефани Блэйк» — в роли старой девы, которая попадает в группу хиппи. Писатель Уильям Голдмен в своей книге «Сезон» описывает постановку как катастрофическую, говоря, что в итоге её пришлось закрыть ещё на стадии предварительных просмотров, поскольку Артур отказалась продолжать в ней участвовать.
После этого Артур стала преподавать драматическое искусство, сначала в Вассар-колледже, а затем в Школе искусств Северной Каролины. Во время преподавания в Вассаре она ставила спектакли с участием студентов. Если студенты переигрывали, она указывала на дерево, которое росло за окном репетиционного класса, и говорила: «Я хочу, чтобы вы знали, что такое — быть как человек. Дерево ведь знает, что такое быть как дерево».
Среди её учеников в Вассаре была молодая Мерил Стрип. Артур сразу почувствовала её талант и потенциал. После окончания спектакля, в котором принимала участие Стрип, она заметила, что та «смотрится прямо как кинозвезда».
Живя в Северной Каролине, Артур попала однажды на первые полосы газет. Её арестовали и заключили в тюрьму по обвинению в незаконном проникновении на чужую территорию. Дело было в том, что Джин зашла во двор соседа, чтобы защитить собаку, с которой, как ей казалось, жестоко обращались. Артур любила животных и говорила, что доверяет им больше, чем людям.
В 1975 году на Бродвее ставился спектакль «Первый понедельник октября», о первой женщине-судье. Роль судьи была написана специально для Артур, однако из-за страха сцены ей пришлось покинуть спектакль сразу, лишь только он был отыгран в театре «Cleveland Play House». Далее эту роль исполняла Джейн Александер.
После этого инцидента Артур покинула сцену уже насовсем. Она поселилась в доме недалеко от побережья в Кармеле, штат Калифорния. Артур упорно отказывалась от всех интервью, её сопротивление было сломлено лишь однажды — автором книги о Фрэнке Капра. Артур как-то призналась, что она скорей даст перерезать себе горло, нежели ещё раз согласится на интервью.

## Личная жизнь
В 1920-е годы у Артур был роман с Дэвидом Селзником — несмотря на его брак с Ирен Майер Селзник. С Селзником Артур работала вместе в Paramount Pictures, и он помог получить ей многие главные роли.
В 1928 году Артур заключила брак с фотографом Джулианом Энкером, однако через день он был аннулирован. Сама Артур говорила об этом кандидате в мужья: «Он был похож на Авраама Линкольна, наверное, поэтому я его и полюбила. Однажды мы просто гуляли, и он предложил мне пожениться. Наши семьи были против этого брака, они кричали, даже угрожали. Но, к сожалению, ни у Джулиана, ни у меня не было достаточно средств, чтобы жить вместе. Поэтому наш брак продлился всего один день».
В 1932 Джин Артур вышла замуж за Фрэнка Росса, этот брак просуществовал гораздо дольше, закончившись разводом в 1949. У Артур не было детей ни от первого, ни от второго брака.

## Смерть
Джин Артур умерла от сердечной недостаточности 19 июня 1991 года, в возрасте 90 лет. Её тело кремировали, а прах развеяли на берегу у Пойнт-Лобоса, штат Калифорния.

## Память
- 8 февраля 1960 года на Голливудской Аллее Славы была заложена именная звезда Джин Артур, место её расположения — Голливудский бульвар, 6331.
- Атриум Джин Артур был подарен ею Монтерейскому институту международных исследований.
- Альтернативный певец Робби Фалкс, в 1999 году, включил в свой сборник «The Very Best of Robbie Fulks», песню «Jean Arthur». В этой песне он отмечает уникальность личности и стиля актрисы.
- После её смерти кинокритик Чарльз Чамплин написал в Los Angeles Times:

По крайней мере, одному подростку из небольшого городка (хотя уверен, таких, как я, было множество) Джин Артур четко и ясно дала понять, что об идеальной женщине можно — и даже нужно — судить не только по её красоте, но и по её душе. Представление о женщине, как о друге, о ком-то таком, кому ты можешь довериться, за кем ты ухаживаешь и о ком думаешь, чья красота была бы не только снаружи, но и внутри — это представление полностью материализовалось, когда ты видел Джин Артур.